# Рикутю-Кайган (национальный парк)
Рикутю-Кайган (яп. 陸中海岸国立公園; рикутю кайган кокурицу ко: эн) — национальный парк в районе Тохоку, на севере Японии. Простирается на 180 км с севера на юг вдоль побережья Тихого океана от префектуры Мияги на севере до префектуры Иватэ на юге. Парк был создан 2 мая 1955 года. Площадь Рикутю-Кайган составляет 121,98 км².
Всё побережье знаменито примерами морской эрозии с многочисленными каменными столбами и островами. Северный берег является примером поднятого побережья, эта область испытала на себе несколько землетрясений и цунами в новейшей истории. Южный берег служит примером побережья риа с узкими полуостровами и множеством небольших бухт и заливов.
Растительный мир представлен рощами красной японской сосны, рододендронов и японской розой. Фауна представлена множеством видов птиц, включая чернохвостую чайку. Что касается более крупных животных, то здесь наблюдаются козьи.
Именно в этих местах, где сегодня находится парк, высадились на японском побережье первые русские под командованием М. Шпанберга.